# Ernst Linder
Ernst Linder (n. 25 aprilie 1868, Pohja, Marele Principat al Finlandei, Imperiul Rus – d. 14 septembrie 1943, Engelbrekt church parish⁠(d), Over-Governors office⁠(d), Suedia) a fost un militar ce a reprezentat Suedia, medaliat olimpic. A participat la o ediție a Jocurilor Olimpice (1924) în care a câștigat o medalie de aur.

## Participări
Lista de mai jos prezintă principalele competiții la care a participat Ernst Linder de-a lungul carierei.
- equestrian at the 1924 Summer Olympics – individual dressage[*]